# David Astals
David Astals Barrera (Bienvenida, Badajoz, España, 13 de diciembre de 2001), conocido como David Astals, es un futbolista español que juega como mediocentro en las filas de la U. D. Ibiza de la Primera Federación.

## Trayectoria
Nacido en Bienvenida (Badajoz), Extremadura y criado en Sabadell, Barcelona, es un mediocentro formado en las categorías inferiores del CA Polinyà y del CE Sabadell.
En la temporada 2019-20, formaría parte del Centre d'Esports Sabadell F.C. "B" de la Segunda Catalana.
El 19 de septiembre de 2020, Astals hizo su debut en el primer equipo del CE Sabadell en la Segunda División de España, entrando como suplente de Héber Pena en la derrota por 1-2 ante el Rayo Vallecano. Además, se convirtió en el primer jugador nacido en el siglo XXI en debutar con el club. Tres días después, renovó su contrato con el club por dos temporadas más.
El 21 de enero de 2021, el mediocentro es cedido a la AE Prat de la Segunda División B de España.
En las temporada 2021-22 y 2022-23, formaría parte del CE Sabadell de la Primera Federación, en el que disputaría 2 partidos en la primera temporada y 35 partidos en la segunda, en los que anota un gol.
El 7 de julio de 2024 la U. D. Ibiza de la Primera Federación anunciaría la llegada del futbolista extremeño que firmaría por dos temporadas.

## Clubes
| Club                     | País   | Año       |
| ------------------------ | ------ | --------- |
| C. E. Sabadell F. C. "B" | España | 2019-2020 |
| C. E. Sabadell F. C.     | España | 2020-2024 |
| A. E. Prat (Cedido)      | España | 2021      |
| U. D. Ibiza              | España | 2024-Act. |